# Frederiksberg HF Kursus
Frederiksberg HF er en dansk uddannelsesinstitution beliggende på Frederiksberg, der tilbyder hf-eksamen.
Hf-kurset blev oprettet i 1967 som Statens HF-kursus og havde dengang til huse på Nattergalevej. I 1973 flyttede man til Værnedamsvej, og i 1986 ændredes navnet til det Frederiksberg HF-kursus. Siden 1991 har Frederiksberg HF ligget på Sønderjyllands Allé 2.

## Kendte studenter
- Charlotte Fich (1981), skuespiller
- Jesper Binzer, rockmusiker (1984-86)
- Jacob Binzer, rockmusiker (1984-86)
- 1983: Jesper Dahl Caruso, journalist
- 1985: Naja Marie Aidt, forfatter
- Martin Henriksen, politiker[1]
- Martin Thorborg, Iværksætter[2]